# Saison 2018 des Mariners de Seattle
La saison 2018 des Mariners de Seattle est la 42e saison en Ligue majeure de baseball pour cette franchise.
Les Mariners attaquent 2018 après 16 saisons sans participer aux séries éliminatoires, la plus longue séquence du genre actuellement en cours dans le baseball majeur et dans le sport professionnel nord-américain.

## Saison régulière
La saison régulière de 162 matchs des Mariners débute le 29 mars par la visite des Indians de Cleveland et se termine le 30 septembre suivant. 

### Classement
| Ligue américaine division Ouest | V   | D  | %    | Diff. | Diff. (élim.) |
| ------------------------------- | --- | -- | ---- | ----- | ------------- |
| Astros de Houston               | 103 | 59 | ,636 | -     | -             |
| Athletics d'Oakland             | 97  | 65 | ,599 | 6     | -             |
| Mariners de Seattle             | 89  | 73 | ,549 | 14    | -             |
| Angels de Los Angeles           | 80  | 82 | ,494 | 23    | -             |
| Rangers du Texas                | 67  | 95 | ,414 | 36    | -             |